# Greg Mortimer
Greg Mortimer (* 10. Dezember 1952 in Sydney) ist ein ehemaliger australischer Bergsteiger. Zusammen mit Tim Macartney-Snape bestieg er am 3. Oktober 1984 als erster Australier den Gipfel des Mount Everest sowie 1994 den Chongtar Kangri, welcher damals der höchste unbestiegene Gipfel der Welt war.

## Leben
Der 1952 geborene Mortimer verbrachte seine Kindheit zunächst in Bondi Junction, einem Stadtteil von Sydney, wo seine Familie ein Floristikgeschäft betrieb. Im Alter von fünf Jahren zog er in den Vorort Gladesville. Mit sechs Jahren erkrankte er an Bronchiektasie.
Nachdem er als 13-Jähriger Kletterer in den Blue Mountains beobachtet hatte, begann Mortimer mit dem Bergsteigen. Er studierte an der Macquarie University in Sydney Geologie und Geochemie. Von 1979 bis 1984 arbeitete er als Geologe, wissenschaftlicher Berater und Ausbilder im Überlebenstraining für die New Zealand Antarctic Division.

## Besteigungen
Im Jahr 1983 nahm Mortimer an der australischen Erstbesteigung der Südwand der Annapurna II teil und erreichte dabei auch den Gipfel.
Am 3. Oktober 1984 bestieg Mortimer gemeinsam mit Tim Macarney-Snape den Gipfel des Mount Everest über eine neue Route an der Nordwand und das Norton-Couloir sowie ohne Sauerstoff. Mortimer und Macarney-Snape waren die ersten Australier, denen die Besteigung des Gipfels gelang.
Es folgten das Vinson-Massiv im Jahr 1988, die Erstbesteigung des Mount Minto im selben Jahr und der K2 1990.
Im Jahr 1994 bestieg Mortimer gemeinsam mit Luke Trihey und Colin Monteath den Chongtar Kangri, welcher damals der höchste unbestiegene Gipfel der Welt war.

## Engagement
Neben drei Orden der Australian Geographical Society wurde Mortimer mit der Medal of the Order of Australia ausgezeichnet.
Im Jahr 1992 gründete Mortimer mit seiner Frau Margaret Werner Aurora Expeditions, einen Reiseveranstalter, der Kreuzfahrten in die Polarregionen anbietet. Das vom Veranstalter gecharterte erste Schiff der Infinity-Klasse wurde nach ihm Greg Mortimer getauft.